# Figura artificiale
In araldica la figura artificiale è quella che rappresenta le cose create dall'ingegno o dalla mano dell'uomo.
Tra esse si trovano:
- elementi relativi all'architettura
  - Colonna
  - Cremlino
  - Ferro d'ancoraggio
  - Ferro da mulino
  - Fontana
  - Mastio
  - Mulino
  - Palco (di edificio)
  - Porta
  - Pozzo
  - Punta di diamante
  - Ruota da molino
  - Saracinesca
  - Torre
  - Ventarola

- elementi relativi alla guerra
  - Alabarda
  - Arco
  - Ascia d'armi
  - Balestra
  - Bandiera
  - Cannone
  - Elmo
  - Feone
  - Ferro da fucile
  - Ferro di lancia
  - Freccia
  - Granata
  - Guidone
  - Mazza d'armi
  - Scimitarra
  - Spada
  - Sperone
  - Spronella
  - Spronella accollata
  - Stella del mattino
  - Tribolo
  - Tridente

- elementi relativi alla caccia e all'equitazione
  - Corno da caccia
  - Ferro di cavallo
  - Mordacchia
  - Sella

- elementi relativi alla navigazione
  - Ancora
  - Galera
  - Nave

- elementi relativi all'agricoltura
  - Erpice saraceno
  - Falce
  - Falcetto
  - Giogo
  - Rastrello
  - Scure
  - Zappa

- elementi relativi alle attività artigianali
  - Chiave
  - Ferro da calzolaio
  - Forbici
  - Navetta da telaio
  - Scala
  - Sega

- elementi relativi alle attività industriali
  - Incudine
  - Martello
  - Mola
  - Mazzapicchio
  - Ruota dentata

- elementi relativi alla musica e alle altre arti
  - Arpa
  - Caduceo
  - Campana
  - Compasso
  - Libro

- elementi relativi alla religione
  - Bordone del pellegrino
  - Basilica
  - Chiodo di passione
  - Mitra
  - Pastorale
  - Paternostro
  - Ruota di Santa Caterina

- elementi relativi al cerimoniale
  - Corona all'antica
  - Crancelino
  - Fiorone
  - Globo imperiale
  - Gonfalone
  - Mondo

- elementi relativi all'abbigliamento
  - Anello
  - Cappello
  - Cappello all'antica
  - Cappello da giudeo
  - Cordelliera
  - Fibbia
  - Laccio d'amore
  - Manica

- elementi relativi alla vita quotidiana
  - Breve
  - Bilancia
  - Carello
  - Catena
  - Dado
  - Lampada
  - Raggio di carbonchio
  - Rocco
  - Ruota
  - Ruota cleviana
  - Torcia